# Jānis Akuraters
Jānis Akuraters (Distretto di Jēkabpils, 13 gennaio 1876 – Riga, 25 luglio 1937) è stato uno scrittore lettone.

## Biografia
Fu il primo Direttore del Teatro Nazionale Lettone dalla sua fondazione (1919) e capo del dipartimento delle Arti del Ministero della Cultura della Lettonia indipendente.

### Opere
- 1905 – Zvaigžṇu nakts
- 1918 – Pēteris Danga
- 1922 – Latvijas balladas
- 1925 – Uguns ziedi